# Roberto Burle Marx
Roberto Burle Marx (4. srpna 1909 São Paulo – 4. června 1994 Rio de Janeiro) byl brazilský zahradní architekt a také malíř, grafik, ekolog, přírodovědec a hudebník. Jeho parky a zahrady jej učinily světově proslulým. V Brazílii šířil modernistickou zahradní architekturu. Byl znám jako moderní umělec, který vytváří veřejné prostory.

## Život a kariéra
Roberto Burle Marx se narodil v São Paulo. Byl čtvrtým synem Cecilie Burle, narodil se do brazilské katolické rodiny z vyšších kruhů. Rodina její matky pocházela z Pernambuco a Francie. Wilhelm Marx byl německý Žid. První inspirace přišla při studiu malířství v Německu, kde často navštěvoval botanickou zahradu v Berlíně a poprvé se dozvěděl o místní flóře v Brazílii. Po návratu do Brazílie v roce 1930, začal sbírat rostliny v okolí svého domova. Studoval v Národní škole výtvarných umění v Riu v roce 1930, kde se zaměřil na vizuální umění podle Leo Putze a Candido Portinari. Ve škole se setkal s několika budoucími vůdčími osobnostmi Brazílie, architekty a botaniky, kteří na něj měli významný vliv v jeho osobním i profesním životě. Jedním z nich byl jeho profesor brazilského modernismu Lucio Costa, architekt, který žil na nedaleko Burleho. V roce 1932 Burle Marx navrhl svoji první zahradu pro soukromou rezidenci pro architekty Lucio Costa a Gregori Warchavchik a. Tento projekt, byl počátkem spolupráce s Costou a později Oscarem Niemeyerem. Niemeyer navrhl v roce 1942 komplex Pampulha, pro který Marx navrhl zahrady.

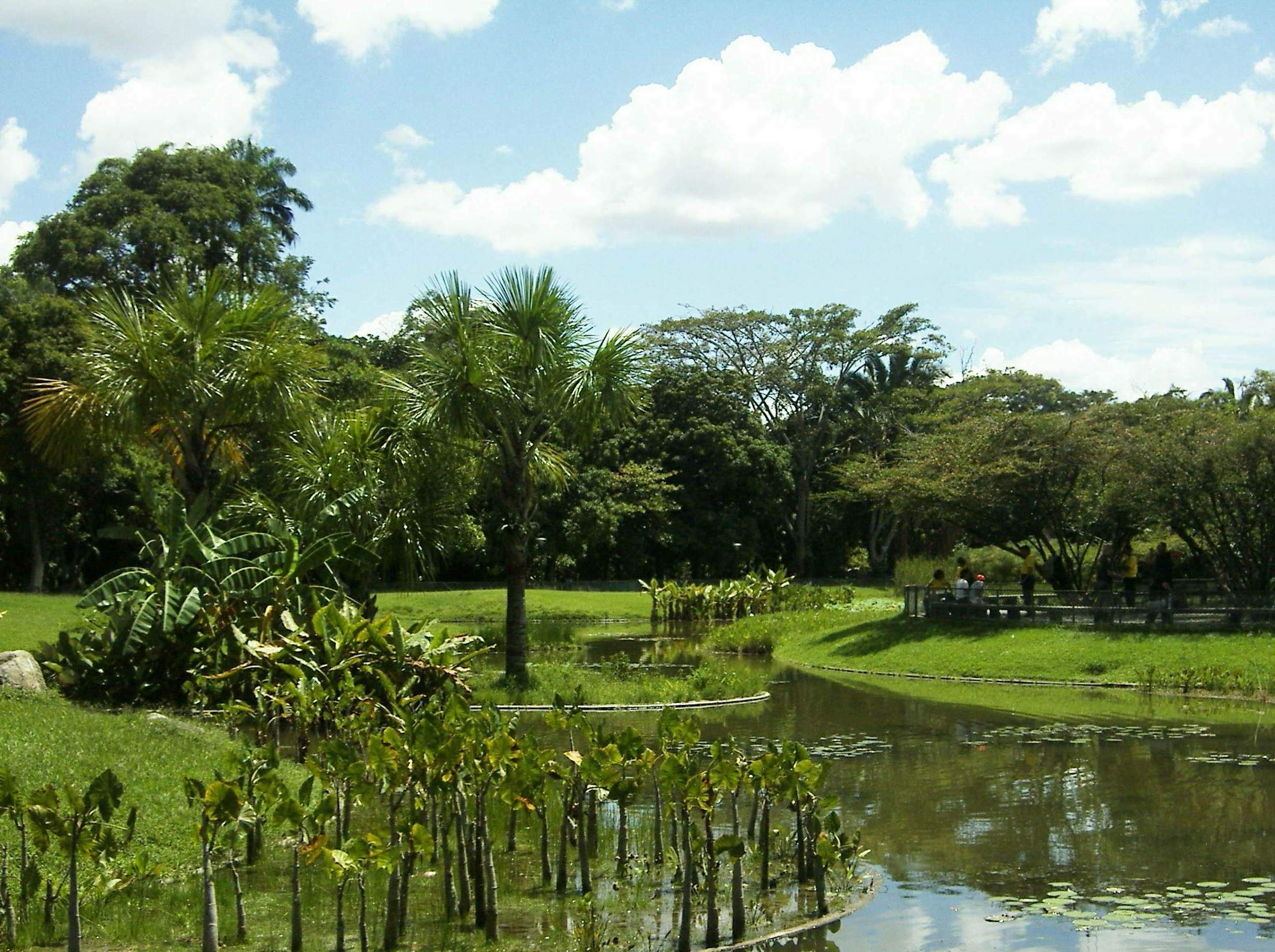
Lagos, park

Roberto Burle Marx v roce 1955 založil studio věnující se zahradní architektuře a ve stejném roce založil i společnost provozující zahradní architekturu, nazvanou Burle Marx & Cia. Ltda.
Hodně z jeho práce má smysl pro nadčasovost a dokonalost. Jeho estetika byla často založená na přírodě. Například, nikdy nemísil barvy květů, využitím velkých skupin stejné odrůdy, použitím původních rostlin a dělal skalky pro relaxační zahrady. Zajímal se o jednotlivé druhy, jejich charakteru a efekty, které mají na zahradu. V roce 1956 si otevřel kanceláře v Caracasu a Venezuele a v roce 1968 začal pracovat s architekty Jose Tabacow a Haruyoshi Ono. Marx pracoval na zakázkách z Brazílie, Argentiny, v Chile a mnoha dalších jihoamerických zemí, Francie, Jižní Afriky, Washington DC a Los Angeles. Navíc jeho umělecká díla lze nalézt zobrazena v Rio de Janeiro „…v jeho muzeu pod širým nebem. Má nezaměnitelný styl, svůj zcela vlastní …“ (Montero 2001 str. 29). Roberto Burle Marx ukončil svou kariéru, když zemřel 4.6.1994, dva měsíce před 85. narozeninami.

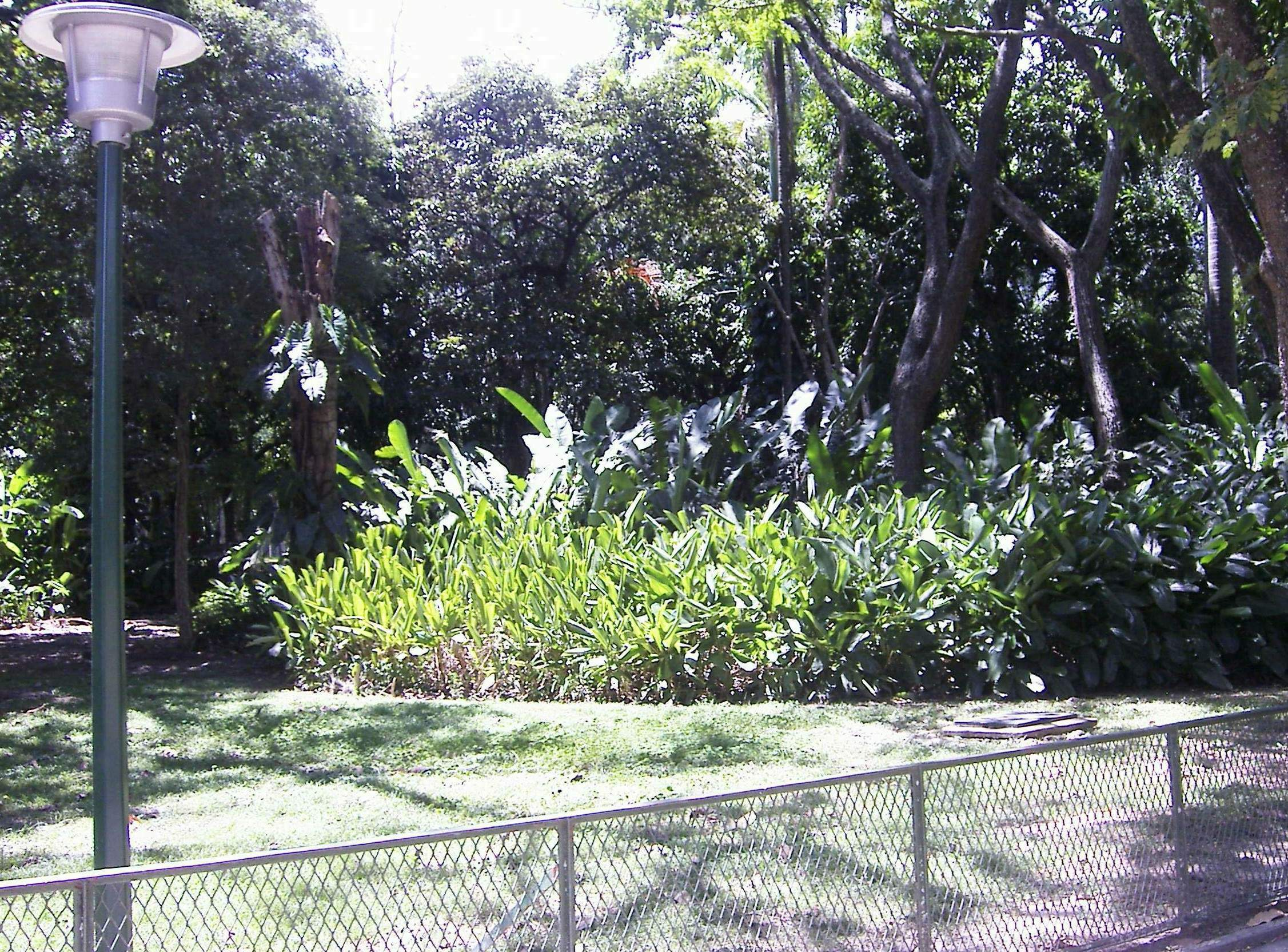
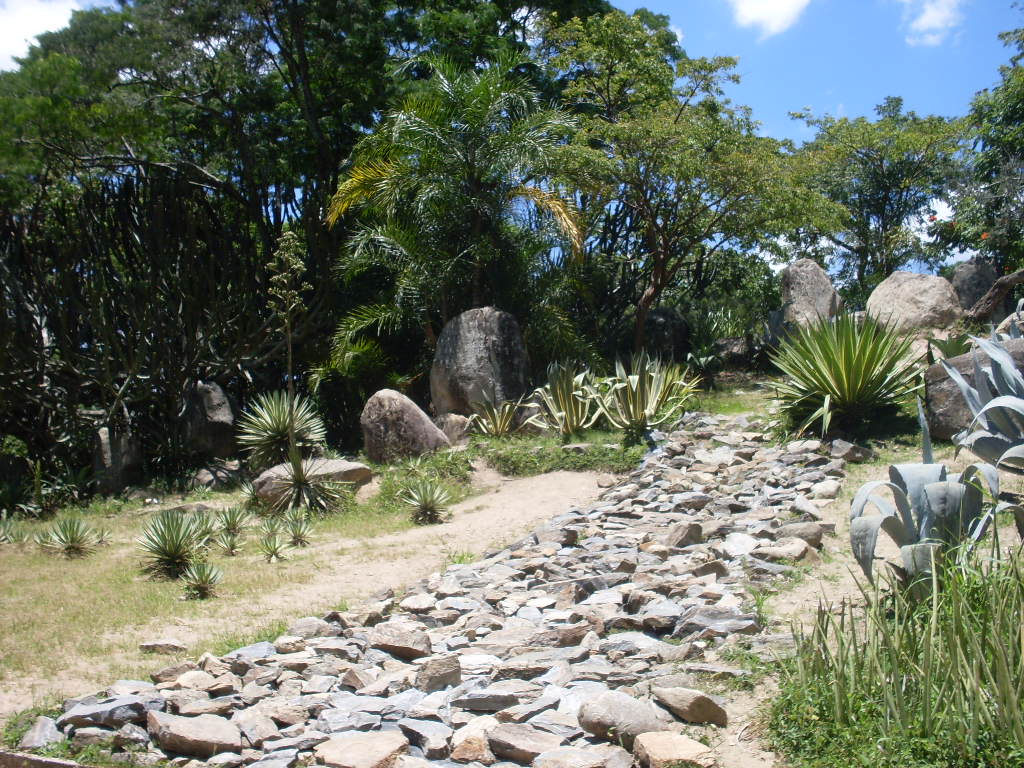
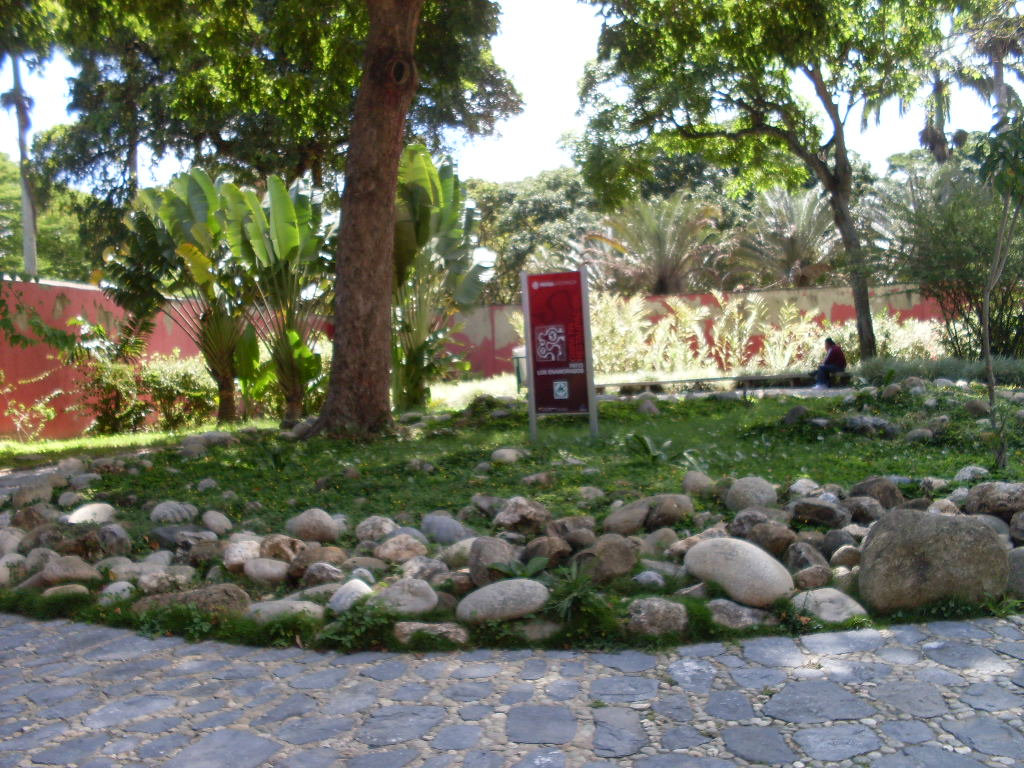
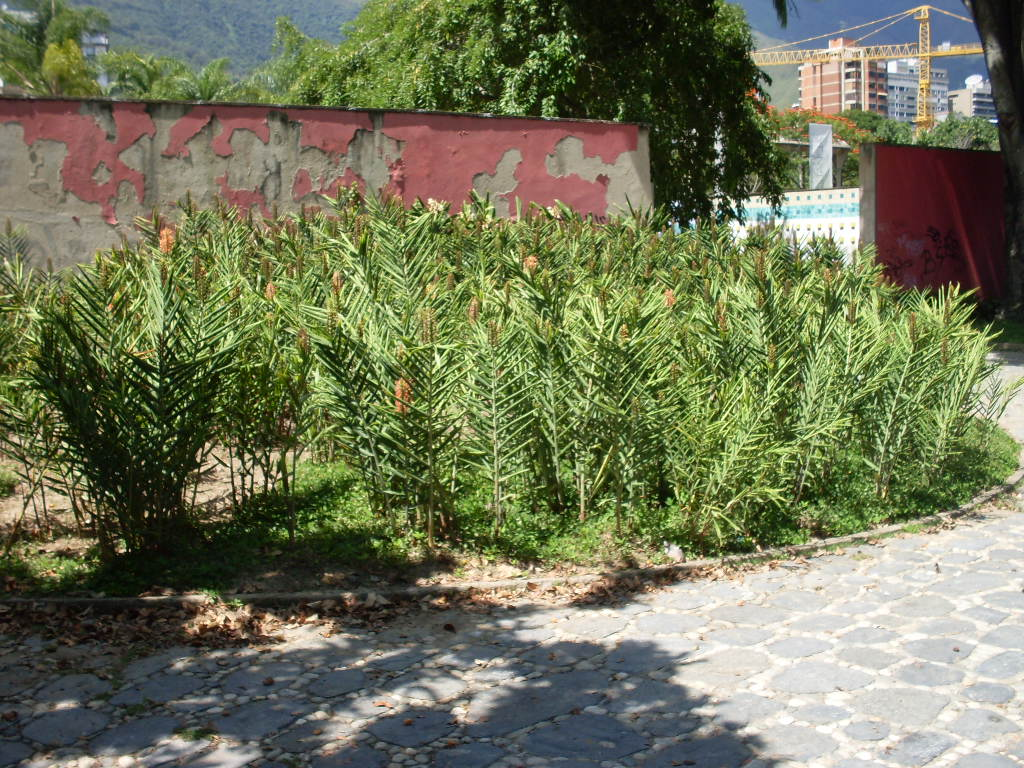

Marxovo dílo „…lze shrnout do čtyř obecných konceptů použitím přirozené tropické vegetace jako strukturálního prvku designu, přerušením symetrických vzorů v koncepci otevřených prostor, barevné úpravě chodníků a využíváním volných forem u vodních prvků…“ ( Vaccarino 2000 , s. 17). Tento přístup ilustruje plážová promenáda v Copacabana, kde větru odolné stromy a palmy tvoří skupiny podél Avenida Atlantica. Tyto skupiny prolínají portugalské kamenné mozaiky , které tvoří obří abstraktní malby. Žádný úsek cesty podél promenády není stejný. Tento „obraz“ lze vidět z balkonů hotelů a nabízí neustále se měnící pohled pro ty, kteří jedou podél pláže. Mozaiky pokračují vdo vzdálenosti dva a půl kilometru od pláže. Vodní prvek, v tomto případě moře a pláž, jsou ohraničeny 30 stop širokým chodníkem se vzorovanou mozaikou ( Eliovson 1991 , Montero 2001). Copacabana Beach je „… nejslavnější pláží v Brazílii…“ ( Eliovson 1991 p . 103).

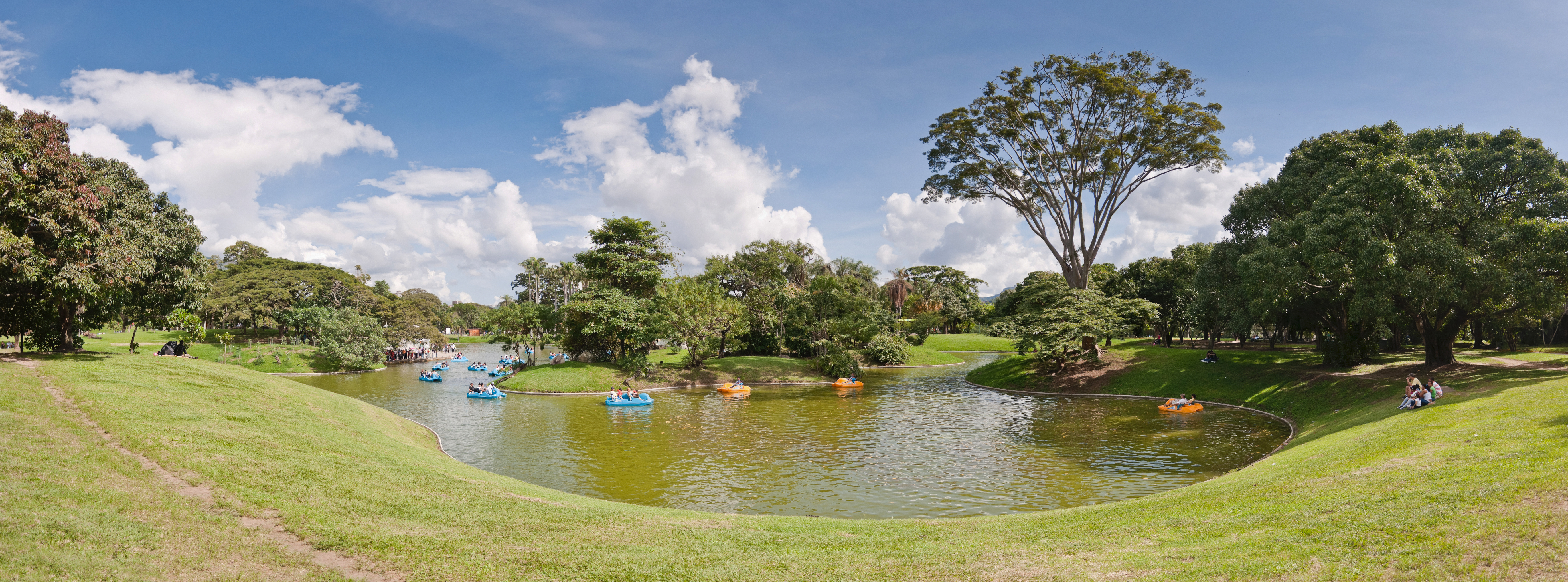
Parque del Este, Caracas

## Dílo
- některé veřejné zahrady u budov v Brazílii
- ministerstvo obrany – vodní zahrada a vynikající využití forem kamene.
- ministerstvo zahraniční
- ministerstvo školství v Brazílii – střešní zahrada dokončena v roce 1937. Marx získal mezinárodní uznání a obdiv k tomuto abstraktnímu designu.
- Copacabana (Rio de Janeiro) – promenáda, (4 km dlouhá) mozaika dokončená v roce 1970 u slavné pláže v Rio de Janeiro.
- Ibirapuera Park, São Paulo, 1954
- Flamengo Park – rozsáhlý veřejný park v Rio de Janeiru postaven na skládce[p 1]
- Venetian Palace
- Parque del Este, Caracas, Venezuela
- Longwood Gardens, Pensylvánie
- Biscayne Boulevard, Miami, Florida
- Peru Square , Buenos Aires , Argentina (zničen)
- park v Kuala Lumpur City Centre (KLCC), Kuala Lumpur, Malajsie
- Casa Forte Square (Praça de Casa Forte) Recife, Pernambuco, Brazílie
- Cascata Farm, Araras , Brazílie